# Дванадесети мотострелкови полк
Дванадесети мотострелкови полк е военно формирование на българската армия, съществувало от 1946 до 2003 година.

## История
Полкът е наследник на бившия единадесети пехотен сливенски полк, който през 1946 г. е преименуван на 12 стрелкови полк. По-късно полкът е преименуван на дванадесети мотострелкови полк и е пребазиран в Елхово. Заедно с двадесет и втори мотострелкови полк, полка участва в нахлуването в Чехословакия през 1968 г. Той е прекаран с кораби до село Жнатино в УССР, близо до границата с Чехословакия. Личният състав на полка по това време включва 1206 офицери и войника. На 21 август пресича границата с Чехословакия при село Матовце. Полкът участва в завземането на казармата, полицията и радиото в Банска Бистрица, както и летището до Зволен и военния гарнизон в Брезно. Полкът участва във всички по-важни учения на българската армия като „Родопи-67“, „Тракия-70“, „Преслав – 71“, „Щит – 79“, „Щит – 82“. Полкът е закрит на 31 май 2003 г., като тогава е под името 12 ПРТК (полково резервно тактическо командване).

## Командири
- Полковник Александър Генчев (1963 – 1968?)
- Полковник Иван Ходулов (1968 – 1973)
- Полковник Теньо Запрянов (6 октомври 1973 – 29 август 1974)
- Полковник Иван Янакиев (1974 – 1977)
- Майор Цветан Тотомиров (1977 – 1981)
- Тодор Георгиев (1982 – 1986)
- Николай Христов (1986 – 1989)
- Светослав Димов (1989 – 1992)
- Полковник Огнян Владимиров (1992 – 1995)
- Полковник Валентин Моллов (1995 – 2001)
- Подполковник Стоян Бабов (2001 – 2003)

## Началници на щаба
- подполковник (полковник) Теньо Запрянов (28 септември 1971 – 5 октомври 1973)